# Provincies van Indonesië

Geschiedenis van Indonesische provincies van 1945-2012

Het aantal provincies van Indonesië is in de loop der jaren toegenomen, door het splitsen van bestaande provincies of gebieden. Sinds 17 november 2022 heeft Indonesië 38 provincies (in het Indonesisch officieel provinsi maar vaak foutief propinsi), waaronder vier regio's met een speciale status (*) (daerah istimewa) en een speciaal hoofdstedelijk district (**) (Daerah Khusus Ibukota, of DKI).
- Een provincie is een deelgebied van een land met een eigen regionale regering. De provincie is in Indonesië het bestuursorgaan dat als bestuurlijke laag gesitueerd is tussen de centrale overheid en de regentschappen. Het hoofd van een Indonesische provincie is de gouverneur (gubernur).

## Provincies

Provincie West Java voor 2000

Verdeling Kalimantan in 1956

Verdeling Sulawesi in 1960

Verdeling Sumatra in 1950

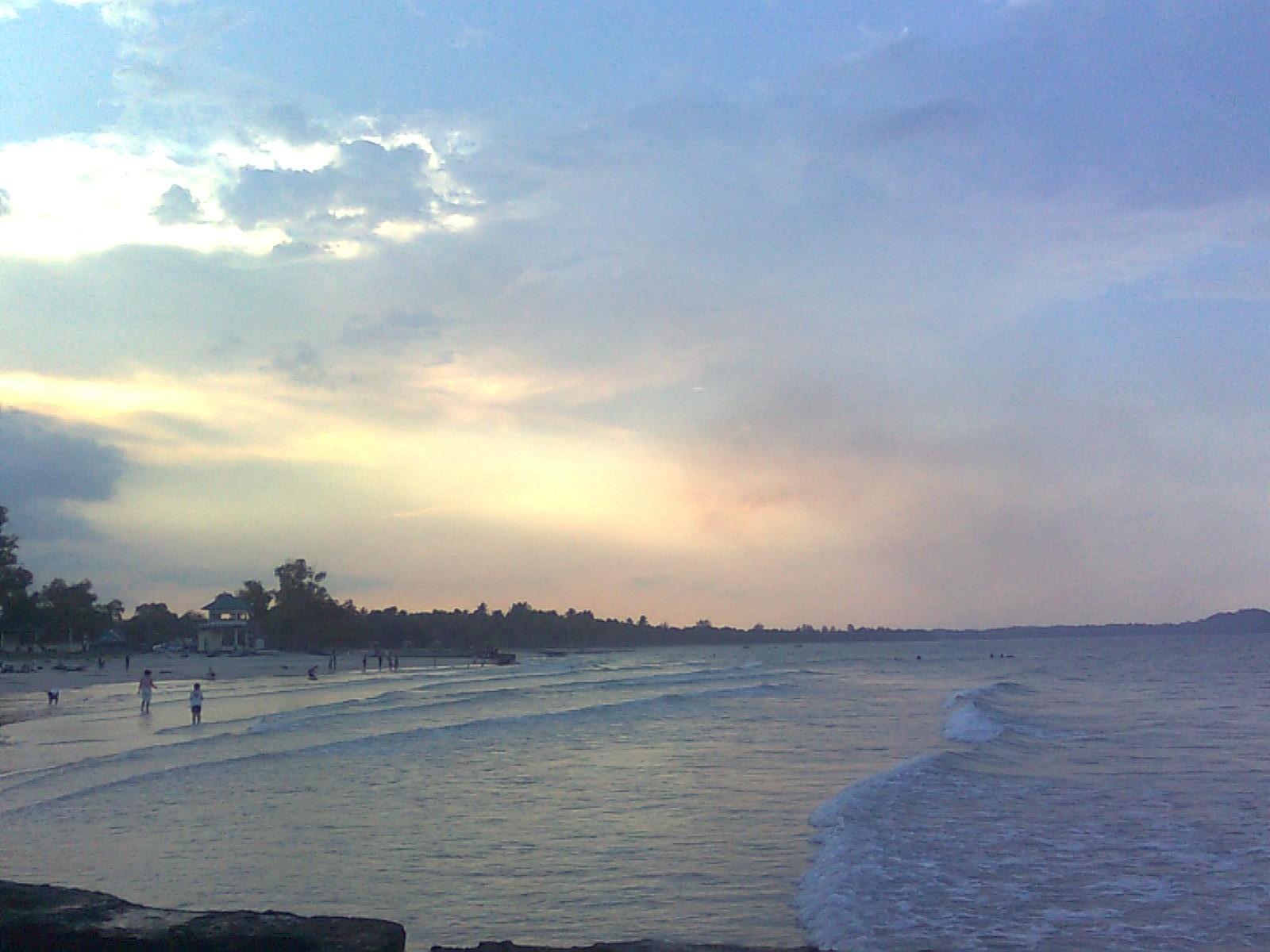
Strand op Bangka-Belitung

- De Kleine Sunda-eilanden (Nusa Tenggara)
  - Bali
  - Oost-Nusa Tenggara (Nusa Tenggara Timur)
  - West-Nusa Tenggara (Nusa Tenggara Barat)

- Java
  - Banten
  - Jakarta**
  - Midden-Java (Jawa Tengah)
  - Oost-Java (Jawa Timur)
  - West-Java (Jawa Barat)
  - Yogyakarta*

- Kalimantan, het Indonesische deel van Borneo
  - Midden-Kalimantan (Kalimantan Tengah)
  - Noord-Kalimantan (Kalimantan Utara)
  - Oost-Kalimantan (Kalimantan Timur)
  - West-Kalimantan (Kalimantan Barat)
  - Zuid-Kalimantan (Kalimantan Selatan)

- Molukken (Maluku)
  - Molukken
  - Noord-Molukken (Maluku Utara)

- Nieuw-Guinea (Irian Jaya, sinds 2007 Papua)
  - Papoea* (Papua, voorheen Irian Jaya - 2022 onderzocht Noord-Papoea (Papua Utara) )
  - West-Papoea* (Papua Barat - van 2003 tot 2007: West-Irian Jaya (Irian Jaya Barat) )
  - Centraal-Papoea (Papua Tengah)
  - Papoea-Gebergte (Papua Pegunungan)
  - Zuid-Papoea (Papua Selatan)
  - Zuidwest-Papoea (Papua Selatan Dawa)

- Sulawesi
  - Gorontalo
  - Noord-Sulawesi (Sulawesi Utara)
  - Midden-Sulawesi (Sulawesi Tengah)
  - West-Sulawesi (Sulawesi Barat)
  - Zuidoost-Sulawesi (Sulawesi Tenggara)
  - Zuid-Sulawesi (Sulawesi Selatan)

- Sumatra
  - Atjeh* (Aceh)
  - Bangka-Belitung
  - Bengkulu
  - Jambi
  - Lampung
  - Noord-Sumatra (Sumatera Utara)
  - Riau
  - Riau-archipel (Kepulauan Riau)
  - West-Sumatra (Sumatera Barat)
  - Zuid-Sumatra (Sumatera Selatan)